# Paraclius adligatus
Paraclius adligatus är en tvåvingeart som beskrevs av Becker 1922. Paraclius adligatus ingår i släktet Paraclius och familjen styltflugor. Inga underarter finns listade i Catalogue of Life.